# 市立札幌豊明高等支援学校
市立札幌豊明高等支援学校（しりつさっぽろ ほうめいこうとうしえんがっこう）は、北海道札幌市北区に所在する、軽度の知的障害のある生徒を対象とした高等部単独の特別支援学校である。5つの職業学科を設置している。

## 学科・定員
| 学科名               | 定員 |
| -------------------- | ---- |
| 流通サービス科       | 8名  |
| クリーンサービス科   | 8名  |
| リサイクルサービス科 | 8名  |
| 工芸ものづくり科     | 8名  |
| 服飾ものづくり科     | 8名  |
| 合計                 | 40名 |

## クラス編成
クラスは全学科の生徒を混合して編成されている。作業学習は所属する学科ごとに実施される。クラス替えは2年次進級時に行われる。

## 現場実習
1年次に3日間、2年次に5日間の実習を2回、3年次には1学期・2学期にそれぞれ2週間の実習が実施される。

## 入学試験
本校への受験資格は以下のいずれかを満たす者とされている。
- 知的障害特別支援学級に在籍している者
- 療育手帳を取得している者（取得見込みを含む）
- 医師による知的障害の診断を受けている、または、公的な専門機関において知能検査の結果や社会生活へ適応の困難性などから知的障害と判断される者

また、札幌市内に居住する保護者を持ち、自宅から通学可能なことが条件とされる。
入学者選考は個人調査書、学習状況検査、面接、保護者面接、独自検査（集団活動を伴う検査）により判断される。

## 通学
本校には寄宿舎が設置されておらず、生徒は徒歩または公共交通機関を利用して通学している。通学手段としては、路線バスのほか、札幌ターミナル（札幌駅北口経由）および麻生ターミナルを発着するスクール便が2便運行されている。スクール便の運賃は、一般の路線バスと同額である。

## 部活動
サッカー部、和太鼓部

## 沿革
- 1976年（昭和51年）12月23日 - 北海道教育委員会の設置許可を受ける（認可番号51教振第2150号指令）
- 1977年（昭和52年）3月25日 - 校舎第1期工事着工（札幌市豊平小学校の校舎を改築）
- 1977年（昭和52年）4月1日 - 北海道札幌市立豊明養護学校を開校（1年2学級、普通科）／校長斎藤実ほか教職員7名発令
- 1977年（昭和52年）4月8日 - 第1回入学式挙行
- 1977年（昭和52年）5月18日 - 開校記念式典挙行
- 1978年（昭和53年）4月1日 - 1年2学級、2年2学級（普通科）
- 1979年（昭和54年）4月1日 - 1年2学級、2年2学級、3年2学級（普通科）
- 1980年（昭和55年）3月1日 - 屋内運動場並びに校舎増築落成記念式典及び祝賀会挙行
- 1980年（昭和55年）4月1日 - 1年3学級、2年2学級、3年2学級（普通科）
- 1981年（昭和56年）4月1日 - 1年3学級、2年3学級、3年2学級（普通科）
- 1982年（昭和57年）4月1日 - 校長竹内善隆発令／1年3学級、2年3学級、3年3学級（普通科）
- 1983年（昭和58年）4月1日 - 校長阿部重雄発令
- 1985年（昭和60年）4月1日 - 北海道札幌市立豊明高等養護学校に校名変更
- 1986年（昭和61年）4月1日 - 校長佐々木光明発令
- 1986年（昭和61年）11月9日 - 開校10周年記念式典及び祝賀会挙行
- 1988年（昭和63年）4月1日 - 校長遠藤五朗発令
- 1991年（平成3年）4月1日 - 1年4学級、2年3学級、3年3学級（普通科）
- 1992年（平成4年）4月1日 - 校長高橋英志発令／1年4学級、2年4学級、3年3学級（普通科）
- 1992年（平成4年）5月14日 - 校舎新築移転工事着工
- 1992年（平成4年）11月27日 - 札幌市養護学校学則一部改正（教育委員会規則第21号）／1993年（平成5年）4月1日より職業科・産業科を開設（木工科・工業科・家庭科・クリーニング科）
- 1993年（平成5年）2月25日 - 校舎新築移転工事完了
- 1993年（平成5年）4月1日 - 新校舎へ移転／1年6学級（職業科）、2・3年4学級（普通科）
- 1993年（平成5年）4月1日 - 緑化推進造園工事着工
- 1993年（平成5年）5月17日 - 校舎新築移転記念式典及び祝賀会挙行
- 1993年（平成5年）7月7日 - 緑化推進造園工事完了
- 1994年（平成6年）4月1日 - 1・2年6学級（職業科）、3年4学級（普通科）
- 1994年（平成6年）11月25日 - 札幌市立養護学校学則一部改正（教育委員会規則第12号）
- 1995年（平成7年）4月1日 - 校長渡部弘発令／1～3年 各6学級
- 1996年（平成8年）5月17日 - 開校20周年記念式典及び祝賀会
- 1996年（平成8年）11月8日 - 開校20周年実践発表
- 1997年（平成9年）4月1日 - 校長久富壽発令
- 2000年（平成12年）4月1日 - 校長沼舘愼一発令
- 2003年（平成15年）4月1日 - 校長森省造発令
- 2005年（平成17年）4月1日 - 校長近藤暢男発令
- 2006年（平成18年）7月15日 - 開校30周年記念式典・教育活動発表・祝賀会挙行
- 2007年（平成19年）4月1日 - 校長松山和与志発令
- 2008年（平成20年）4月1日 - 1年7学級、2・3年6学級／間口増に伴う増改築完了（3月30日引き渡し）
- 2009年（平成21年）4月1日 - 1・2年7学級、3年6学級
- 2010年（平成22年）4月1日 - 校長品田吉博発令／1年8学級、2・3年7学級
- 2011年（平成23年）4月1日 - 1年7学級、2年8学級、3年7学級
- 2012年（平成24年）4月1日 - 校長北嶋智史発令／1・2年7学級、3年8学級
- 2013年（平成25年）4月1日 - 流通サービス科開設／校長池上修次発令／各学年7学級
- 2014年（平成26年）4月1日 - 各学年7学級
- 2015年（平成27年）4月1日 - 各学年7学級
- 2016年（平成28年）4月1日 - 1年6学級、2・3年7学級
- 2017年（平成29年）4月1日 - 校名を「市立札幌豊明高等支援学校」に変更／職業学科を5学科に再編（流通サービス科、クリーンサービス科、リサイクルサービス科、工芸ものづくり科、服飾ものづくり科）／校長村岡章子発令／1年5学級、2年6学級、3年7学級
- 2018年（平成30年）4月1日 - 1・2年5学級、3年6学級
- 2019年（平成31年）4月1日 - 各学年5学級
- 2020年（令和2年）1月24日 - 札幌市教育実践功績表彰（学校賞）
- 2020年（令和2年）4月1日 - 校長小山学発令／各学年5学級
- 2021年（令和3年）1月12日 - 令和2年度文部科学大臣優秀教職員表彰（240044号）
- 2021年（令和3年）4月1日 - 各学年5学級[5]

## 所在地
〒002-8034　北海道札幌市北区西茨戸4条1丁目1-1

## アクセス
バス停「豊明高等支援学校」より徒歩5分